# Musik nu
Musik nu er et musikprogram på P3 med værterne Tony Scott og Christina Højer. Programmet blev sendt første gang i efteråret 2007. 

## Gæster
Musik nu har haft en række gæster; heriblandt Turboweekend, Private og Steffen Brandt.

## Tonys krystakugle
Hver uge er det et indslag hvor Tony kommer med sit bud på hvilke bands der kan blive det helt store. Her indgår alt fra færdige optagelser til demoer med ringe lydkvalitet.
| Musik | Spire Denne musikartikel er en spire som bør udbygges. Du er velkommen til at hjælpe Wikipedia ved at udvide den. |